# 11 december
11 december is de 345ste dag van het jaar (346ste dag in een schrikkeljaar) in de gregoriaanse kalender. Hierna volgen nog 20 dagen tot het einde van het jaar.

## Gebeurtenissen
- Algemeen
  - 361 - Keizer Julianus Apostata wordt in Constantinopel als alleenheerser over het Romeinse Rijk erkend. Hij probeert de Romeinse religie in ere te herstellen.[1]
  - 630 - Een moslimleger onder leiding van Mohammed verovert Mekka (Saoedi-Arabië). De Mekkanen bekeren zich massaal tot de islam.[1]
  - 1936 - Koning Eduard VIII van het Verenigd Koninkrijk doet afstand van de troon om te kunnen trouwen met Wallis Simpson, een gescheiden Amerikaanse vrouw.[1]
  - 1950 - Een gerechtshof in Singapore wijst ook in hoger beroep het 13-jarige meisje Bertha Hertogh toe aan haar ouders uit Bergen op Zoom. Na de uitspraak breken hevige rellen uit, waarbij 18 doden vallen.[1]
  - 1983 - Vijftigduizend vrouwen omcirkelen de kruisrakettenbasis Greenham Common in Engeland: sommigen proberen de hekken rond de basis neer te halen.
  - 2004 - Prins Bernhard wordt bijgezet in de Nieuwe Kerk in Delft.
  - 2017 - Gloria Wekker wint de Joke Smit-prijs 2017.
  - 2021 - In verschillende Amerikaanse staten vallen tientallen doden en gewonden en worden gebouwen verwoest door tornado's. In Kentucky bewegen sommige tornado's zich zeker 300 km over de grond.[2]
- Economie
  - 2016 - President Nicolás Maduro van Venezuela kondigt per decreet aan de briefjes van honderd bolivar af te schaffen. Venezolanen hebben drie dagen de tijd om hun geld op de bank te zetten.
- Infrastructuur
  - 1877 - Het eerste deel van het Kanaal van Deurne werd opgeleverd. Het gaat om het stuk van de Noordervaart in Limburg (NL) tot aan de provinciegrens.
  - 1920 - De staat neemt de spoorwegmaatschappijen Hollandsche IJzeren Spoorweg-Maatschappij en de Maatschappij tot Exploitatie van Staatsspoorwegen over.
  - 2011 - De Rotterdamse metrolijn E zal voortaan van station Den Haag Centraal naar metrostation Slinge rijden.
  - 2011 - Het nieuwe station Sassenheim wordt geopend aan de Schiphollijn tussen station Nieuw-Vennep en station Leiden Centraal.
  - 2021 - De Nederlandse Spoorwegen neemt afscheid van de laatste Sprinter van het type SGM (Stadsgewestelijk Materieel). Deze trein gaat naar Het Spoorwegmuseum. Alle nu in Nederland rijdende modernere Sprinters zijn van een ander type.[3]
- Kunst en cultuur
  - 2013 - De politie in Roemenië vindt in een flat in de stad Sibiu een kunstschat: 22 schilderijen die al ruim tien jaar geleden gestolen waren uit particuliere kapellen in Italië met een totale waarde van zeker 400 miljoen euro.
  - 2021 - In Berlijn (Duitsland) wordt tijdens de uitreiking van de Europese Filmprijzen de film Quo vadis, Aida? bekroond als beste Europese film van het jaar.[4]
- Media
  - 1934 - De stichting Algemeen Nederlands Persbureau wordt opgericht.[1]
  - 1992 - De Nederlandse radiozender Radio 538 wordt opgericht.[1]
  - 2009 - FG DJ Radio start met uitzenden in Antwerpen.
- Muziek
  - 2022 - Het Junior Eurovisiesongfestival 2022 in Jerevan (Armenië) wordt gewonnen door Lissandro (13) uit Frankrijk met het liedje Oh Maman!. De Nederlandse deelneemster Luna Sabella (12) wordt zevende met het liedje La Festa.[5][6][7]
- Oorlog
  - 1796 - De kloosterlingen van Abdij van Villers worden door Franse troepen verdreven uit hun abdij omdat de abt de zijde koos van keizer Leopold II van het Heilige Roomse Rijk.
  - 1941 - Duitsland en Italië verklaren de Verenigde Staten de oorlog, waarna de VS in antwoord hen de oorlog verklaart en zich hierdoor mengt in de Tweede Wereldoorlog in Europa.
  - 1981 - Bloedbad van El Mozote: 900 dorpsbewoners worden door het leger van El Salvador uitgemoord.[1]
  - 1994 - Russische troepen trekken de opstandige republiek Tsjetsjenië binnen.
- Politiek
  - 1812 - Indiana treedt als 19e staat toe tot de Verenigde Staten.[8]
  - 1958 - Nederlandse kabinetscrisis 1958: einde rooms-rode coalitie; einde kabinetten Drees.
  - 1990 - Het parlement van Georgië heft de autonomie op van Zuid-Ossetië, nadat deze autonome regio zichzelf soeverein buiten de Georgische sovjetrepubliek verklaarde. Twee dagen later kondigt president Zviad Gamsachoerdia er de noodtoestand af.
  - 1990 - De communistische autoriteiten in Albanië besluiten de oprichting van nieuwe politieke partijen toe te staan.
  - 1993 - De christendemocraat Eduardo Frei wint de Chileense presidentsverkiezingen. Hij verslaat zijn rechtse rivaal Arturo Alessandri met 58 tegen 42 procent van de stemmen.
  - 1999 - De top van EU-staats- en regeringsleiders in Helsinki eindigt met de goedkeuring van de oprichting van een Europees leger en een akkoord over de uitbreiding en de kandidatuur van Turkije.
  - 2009 - Het Constitutioneel Hof in Roemenië gelast de hertelling van ongeveer 138.000 stemmen, die bij de presidentsverkiezingen zijn uitgebracht.
  - 2012 - De centrumlinkse regeringscoalitie in Roemenië wint 60 procent van de stemmen bij de parlementsverkiezingen.
  - 2021 - In Liverpool (Verenigd Koninkrijk) vergaderen de ministers van Buitenlandse Zaken van de G7-landen over de spanningen rond Rusland en Oekraïne.[9]
  - 2023 - In Frankrijk stemt de Assemblée tegen een omstreden migratiewet van de regering van Emmanuel Macron. Zowel linkse als rechtse politici hadden kritiek op de wet die de bedoeling had om het aantal migranten en vooral het aantal illegalen te beperken. Binnenlandminister Gérald Darmanin biedt zijn ontslag aan, maar dat wordt door Macron niet geaccepteerd.[10]
  - 2023 - In Polen kiest het parlement Donald Tusk (Platforma Obywatelska) als nieuwe premier nadat huidige interim-premier Mateusz Morawiecki (PiS) een vertrouwensstemming verliest. Ook Tusk moet nog een vertrouwensstemming ondergaan.[11]
- Religie
  - 1999 - Paus Johannes Paulus II wijdt de volledig gerestaureerde Sixtijnse Kapel in.[1]
- Sport
  - 2023 - De prijzen voor Wereldatleet van het Jaar die zijn verdeeld in de categorieën 'loopnummers in het atletiekstadion', 'technische nummers in het stadion' en 'onderdelen buiten het stadion' zijn dit jaar bij de vrouwen voor Faith Kipyegon, Yulimar Rojas en Tigst Assefa en bij de mannen voor Armand Duplantis, Noah Lyles en Kelvin Kiptum.[12]
- Wetenschap en technologie
  - 1972 - De maanlander Challenger met bemanningsleden piloot Harrison Schmitt en commandant Gene Cernan maakt een succesvolle landing in het Taurus-Littrow gebied op de Maan. Ronald Evans blijft als piloot aan boord van de commandomodule in een baan rond de maan.[13]
  - 1997 - Het Kyoto-protocol bij het Klimaatverdrag van de Verenigde Naties staat open voor ondertekening.
  - 1998 - Lancering van een Delta II raket van NASA vanaf Cape Canaveral Airforce Station LC-17, Florida met het Mars Climate Orbiter ruimtevaartuig dat onderzoek gaat doen naar klimaat(verandering), weer en de hoeveelheden water en koolstofdioxide op de planeet Mars.[14]
  - 2002 - Een Ariane 5 raket van de ESA vernietigt zichzelf drie minuten na de start omdat ze uit koers raakt door problemen met de software.
  - 2021 - Blue Origin lanceert met de New Shepard raket een zeskoppige bemanning voor een suborbitale vlucht met onder meer voormalig NFL speler en nu presentator van het Amerikaanse televisieprogramma "Good Morning America", Michael Strahan en Laura Shepard Churchley, een dochter van voormalig astronaut Alan Shepard.[15]
  - 2022 - Lancering van een Falcon 9 raket van SpaceX vanaf Kennedy Space Center Lanceercomplex 40 voor Hakuto-R Mission 1 met de gelijknamige maanlander van het Japanse ispace en de Lunar Flashlight CubeSat van NASA. Beide toestellen moeten gaan landen op de Maan. Voor Japan zal dit dan de eerste private missie zijn die dit doel haalt.[16]
  - 2022 - Landing van het Orion-ruimteschip in de Stille Oceaan. Hiermee komt na 26 dagen een einde aan de Artemis I missie waarbij een reis om de Maan is gemaakt en een maximale afstand vanaf de Aarde van 432.210 km is bereikt.[17]

## Geboren

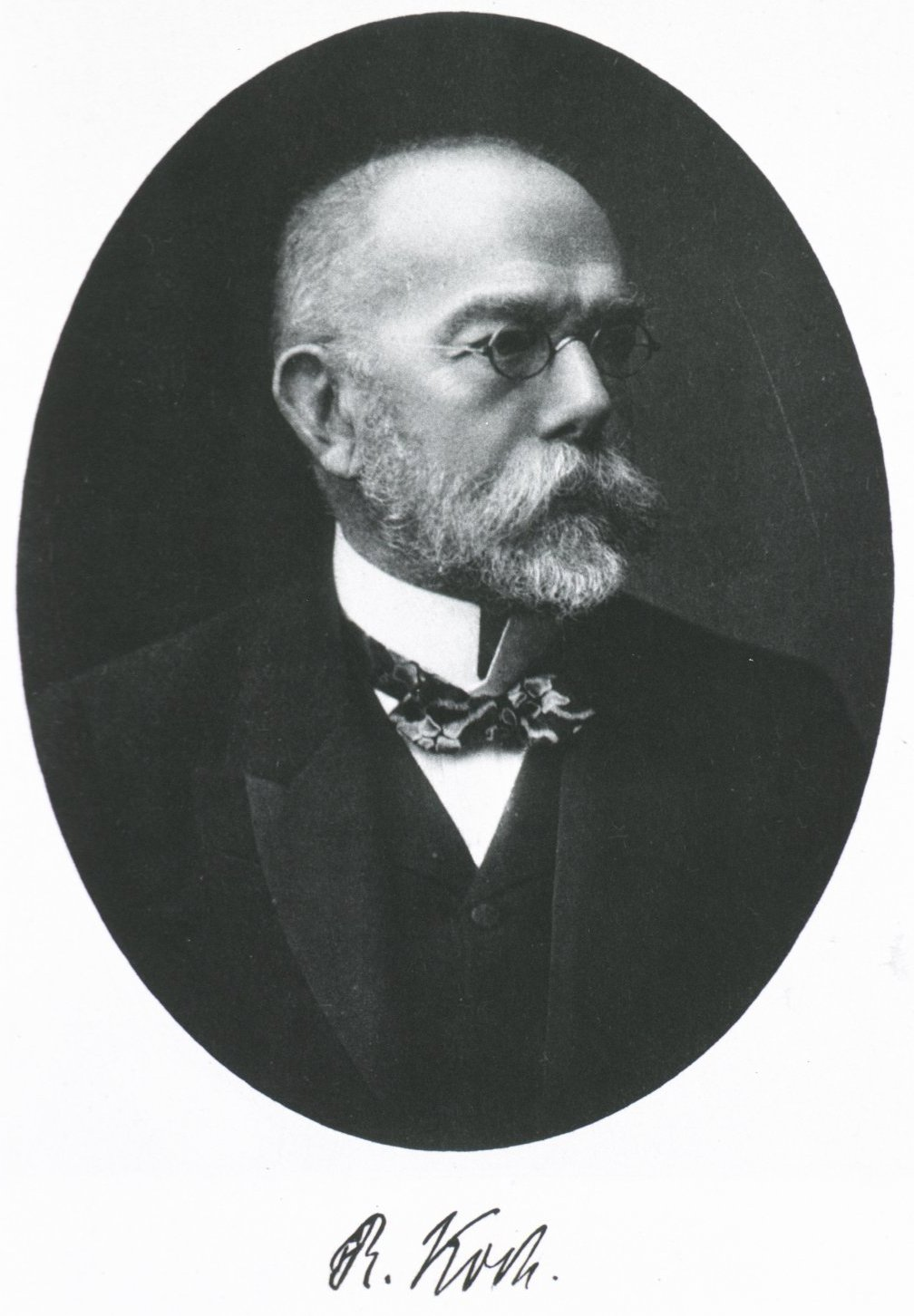
Robert Koch,
geboren in 1843

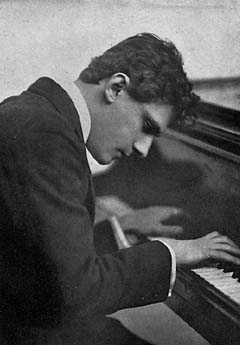
Leo Ornstein,
geboren in 1895

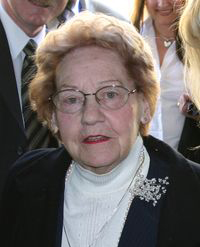
Savka Dabčević-Kučar,
geboren in 1923

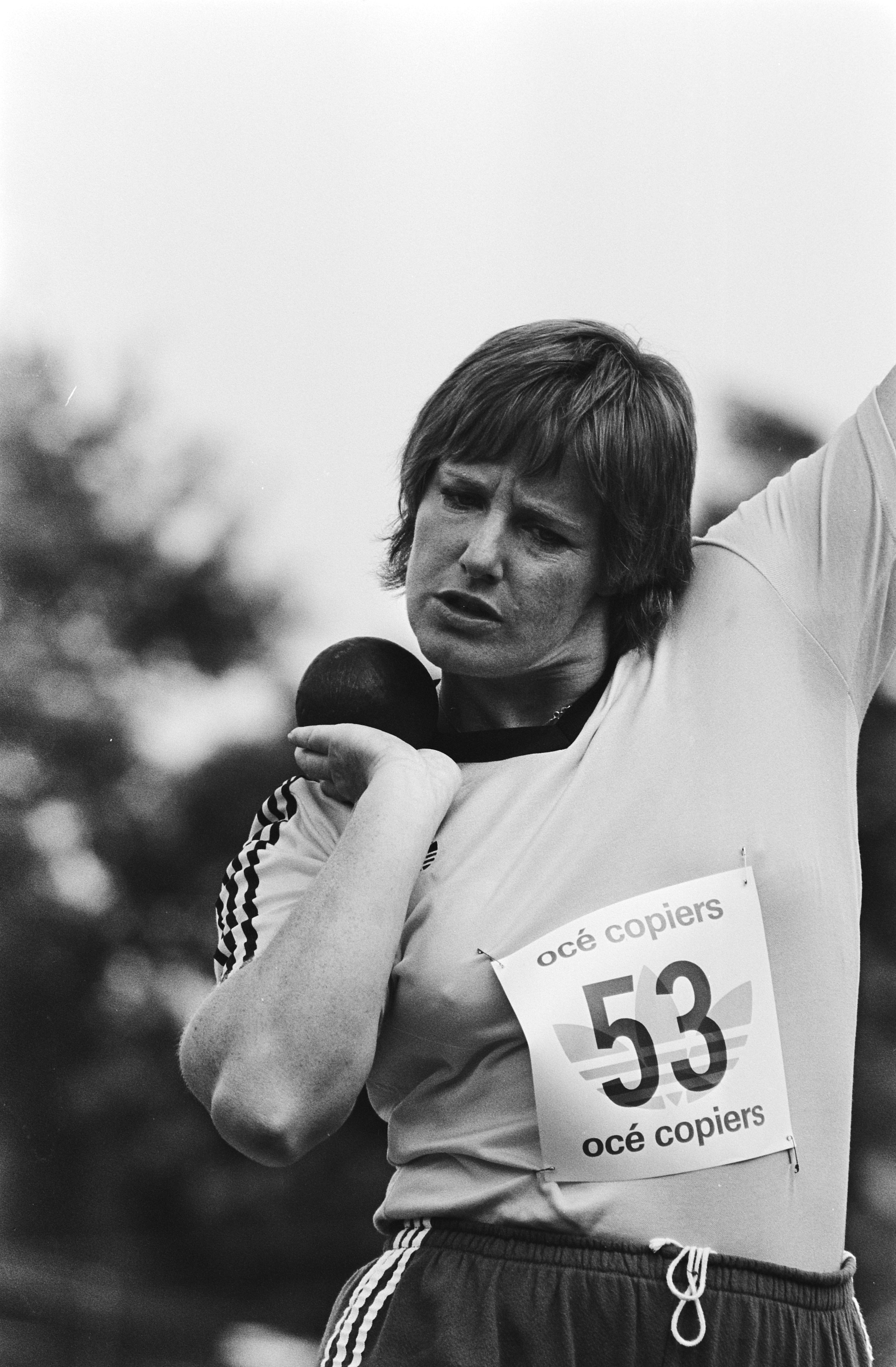
Ria Stalman,
geboren in 1951

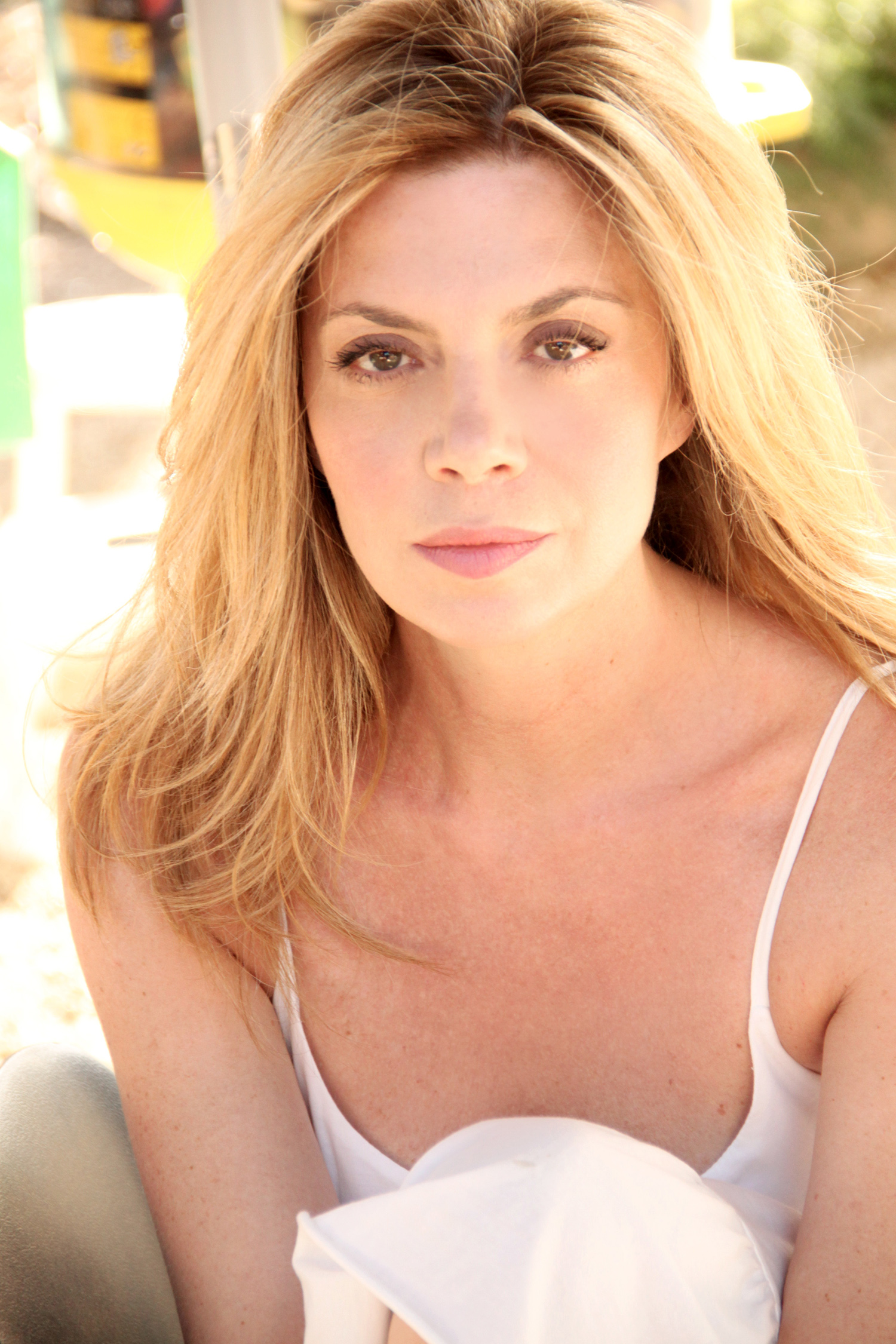
Benedicta Boccoli,
geboren in 1966

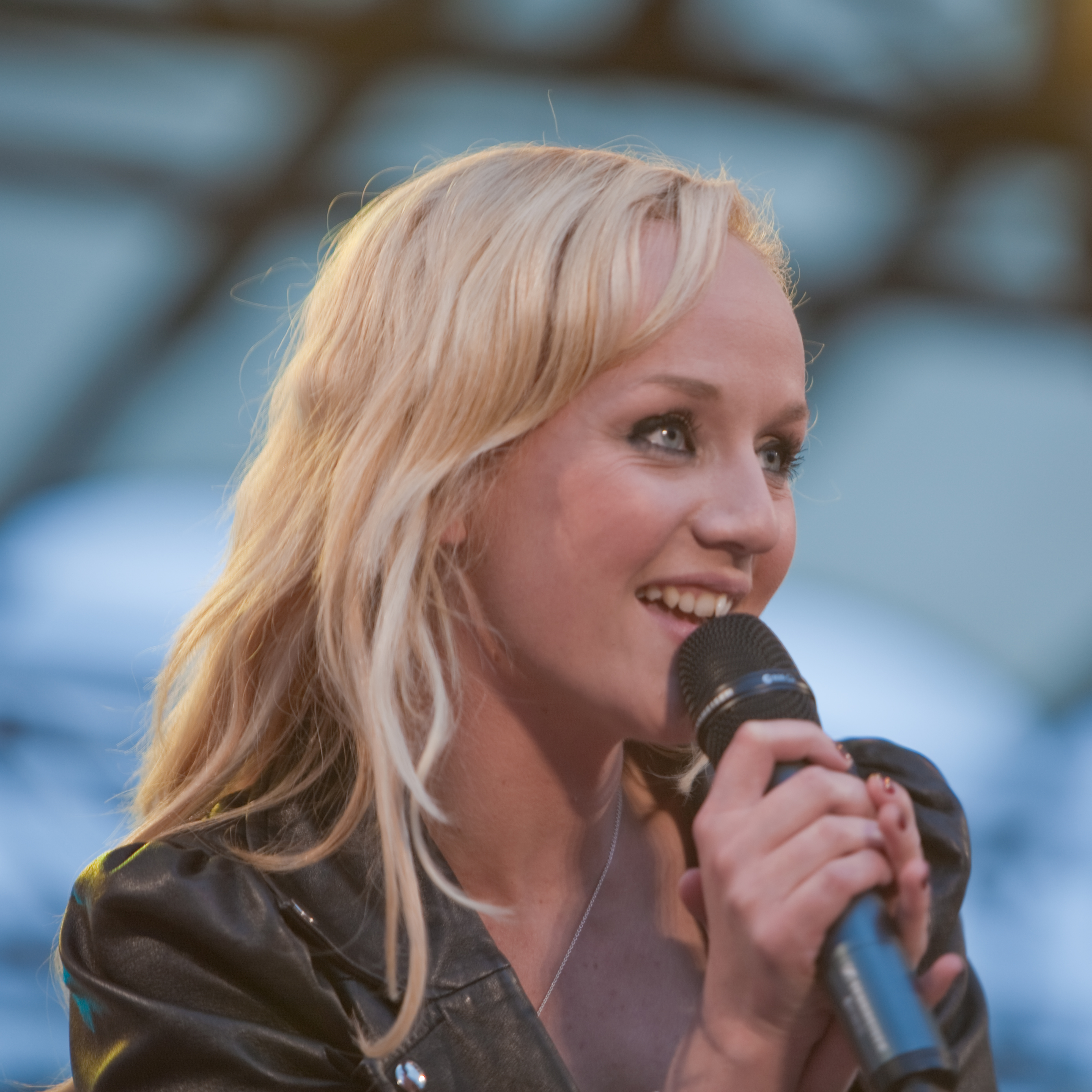
Anna Bergendahl,
geboren in 1991

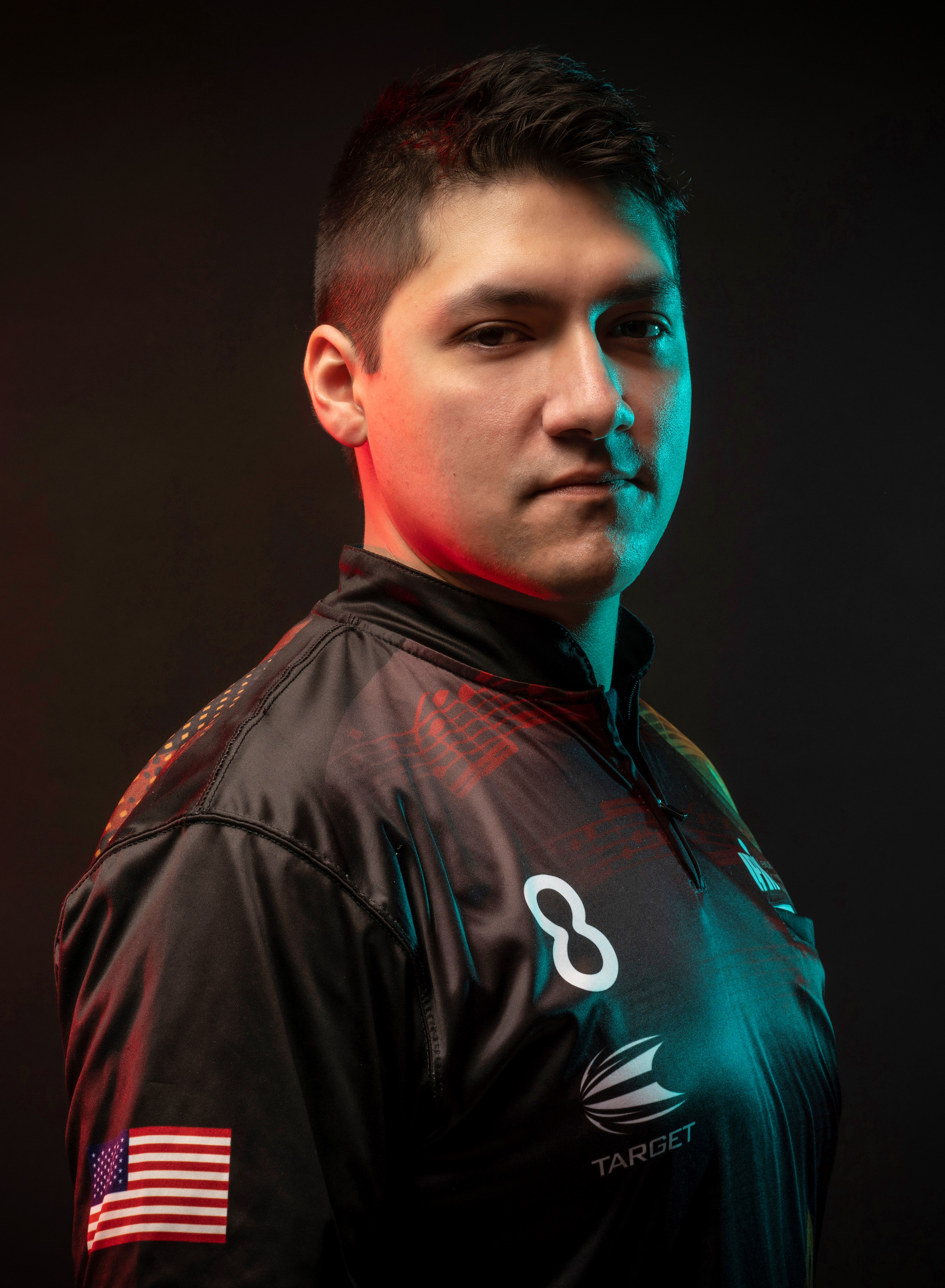
Danny Lauby,
geboren in 1992

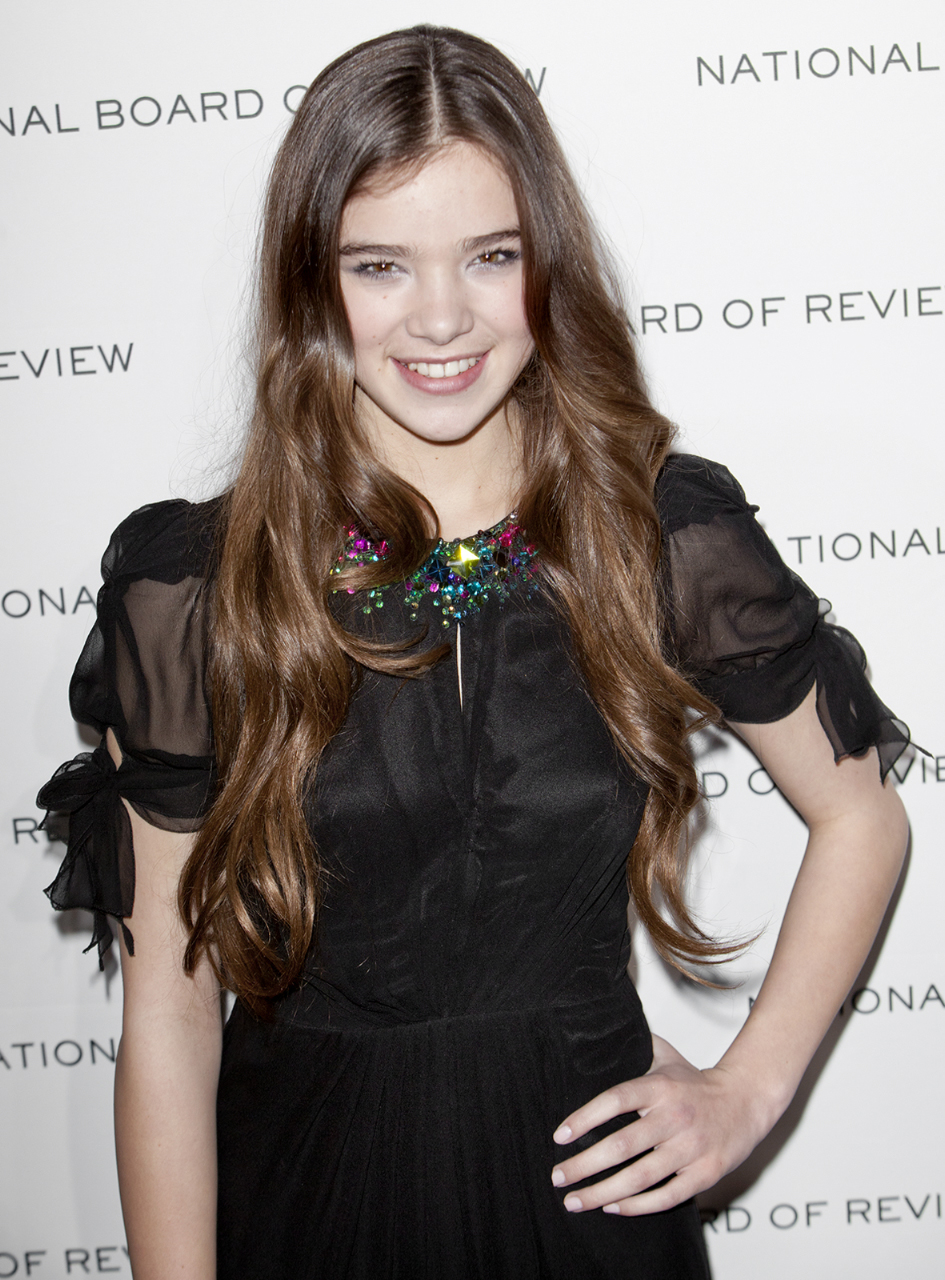
Hailee Steinfeld,
geboren in 1996

- 1475 - Giovanni de' Medici, de latere Paus Leo X (1513-1521) (overleden 1521)
- 1803 - Hector Berlioz, Frans componist (overleden 1869)
- 1810 - Alfred de Musset, Frans dichter (overleden 1857)
- 1821 - Karel Houben, Nederlands pater; heilige van de Rooms-Katholieke kerk (overleden 1893)
- 1830 - Kamehameha V, vijfde Hawaïaanse koning (overleden op dezelfde datum 1872)
- 1836 - Joseph Nicolas Van Naemen, Belgisch politicus en burgemeester (overleden 1917)
- 1843 - Robert Koch, Duits medegrondlegger van de bacteriologie (overleden 1910)
- 1863 - Annie Cannon, Amerikaans astronome (overleden 1941)
- 1882 - Max Born, Duits/Brits wis- en natuurkundige en Nobelprijswinnaar (overleden 1970)
- 1883 - Ercole Olgeni, Italiaans roeier (overleden 1947)
- 1884 - Piet Ooms, Nederlands zwemmer en waterpoloër (overleden 1961)
- 1894 - Matturio Fabbi, Italo-Braziliaans voetballer (datum overlijden onbekend)
- 1895 - Leo Ornstein, Amerikaans componist en pianist van Oekraïense afkomst (overleden 2002)
- 1896 - Józef Garbień, Pools voetballer (overleden 1954)
- 1901 - Tonny Vlaanderen, Nederlands fotografe (overleden 1993)
- 1905 - Koos van de Griend, Nederlands componist (overleden 1950)
- 1907 - Norbert Rosseau, Belgisch componist (overleden 1975)
- 1908 - Elliott Carter, Amerikaans componist (overleden 2012)
- 1908 - Manoel de Oliveira, Portugees filmregisseur (overleden 2015)
- 1908 - Alfred Proksch, Oostenrijks atleet (overleden 2011)
- 1911 - Heinrich Lehmann-Willenbrock, Duits onderzeebootkapitein (overleden 1986)
- 1911 - Nagieb Mahfoez, Egyptisch schrijver (overleden 2006)
- 1912 - Carlo Ponti, Italiaans filmproducent (overleden 2007)
- 1913 - Jean-Villain Marais, Frans acteur (overleden 1998)
- 1916 - Jakob Streitle, Duits voetballer (overleden 1982)
- 1918 - Aleksandr Solzjenitsyn, Russisch schrijver (overleden 2008)
- 1919 - Lucien Teisseire, Frans wielrenner (overleden 2007)
- 1921 - Liz Smith, Brits actrice (overleden 2016)
- 1922 - Dilip Kumar, Indiaas filmacteur, filmproducent en politicus (overleden 2021)
- 1923 - Betsy Blair, Amerikaans actrice (overleden 2009)
- 1923 - Savka Dabčević-Kučar, Kroatisch politica (overleden 2009)
- 1924 - André Boerstra, Nederlands hockeyer (overleden 2016)
- 1924 - Giovanni Saldarini, Italiaans kardinaal-aartsbisschop van Turijn (overleden 2011)
- 1924 - Heinz Schenk, Duits presentator en acteur (overleden 2014)
- 1925 - Paul Greengard, Amerikaans neurowetenschapper en Nobelprijswinnaar (overleden 2019)
- 1930 - Chus Lampreave, Spaans actrice (overleden 2016)
- 1930 - Jean-Louis Trintignant, Frans acteur (overleden 2022)
- 1930 - Simon van Wattum, Nederlands schrijver en journalist (overleden 1995)
- 1931 - Albert Bers, Belgisch voetballer en voetbaltrainer (overleden 2021)
- 1931 - Rita Moreno, Puerto Ricaans actrice
- 1931 - Bhagwan Sri Rajneesh, Indiaas goeroe (overleden 1990)
- 1932 - Nancy Holloway, Amerikaans zangeres (overleden 2019)
- 1933 - Ernst van Altena, Nederlands dichter, schrijver en vertaler (overleden 1999)
- 1933 - Aquilino Pimentel jr., Filipijns politicus (overleden 2019)
- 1934 - Ivo Bakelants, Belgisch glazenier (overleden 2016)
- 1935 - Femke Boersma, Nederlands actrice
- 1935 - Pranab Mukherjee, Indiaas politicus; president 2012-2017 (overleden 2020)
- 1935 - Tiny Muskens, Nederlands bisschop bisdom Breda (overleden 2013)
- 1936 - Hans van den Broek, Nederlands minister van Buitenlandse Zaken en EU-commissaris (overleden 2025)
- 1937 - Beegie Adair, Amerikaans jazzpianiste (overleden 2022)
- 1937 - Adriaan Vlok, Zuid-Afrikaans politicus (overleden 2023)
- 1938 - Cees Fasseur, Nederlands historicus en jurist (overleden 2016)
- 1938 - Henk Votel, Nederlands acteur
- 1940 - David Gates, Amerikaans singer-songwriter
- 1940 - Guido Metsers, Nederlands schilder en beeldhouwer (overleden 2024)
- 1940 - Donna Mills, Amerikaans actrice
- 1940 - Carole Pateman, Brits feminist en politiek theoreticus
- 1941 - Rogier van Otterloo, Nederlands componist (overleden 1988)
- 1942 - Didier Comès, Belgisch striptekenaar (overleden 2013)
- 1943 - Alain de Benoist, Frans politiek filosoof, schrijver en journalist
- 1943 - John Kerry, Amerikaans politicus
- 1943 - Anne Vanderlove (Anna van der Leeuw), chansonnière (overleden 2019)
- 1944 - Teri Garr, Amerikaans actrice (overleden 2024)
- 1944 - Brenda Lee, Amerikaans zangeres
- 1945 - Jorrit Jorritsma, Nederlands schaatser, schaatscoach en sportverslaggever (overleden 2012)
- 1945 - Ron Klipstein, Nederlands cabaretier (overleden 2015)
- 1945 - Jarno Saarinen, Fins motorcoureur (overleden 1973)
- 1947 - Barry Kitchener, Brits voetballer (overleden 2012)
- 1949 - Christian Hadinata, Indonesisch badmintonner
- 1949 - Rafael Antonio Niño, Colombiaans wielrenner
- 1951 - Ria Stalman, Nederlands atlete en sportverslaggever
- 1956 - Ricardo Giusti, Argentijns voetballer
- 1956 - Takis Hadjigeorgiou, Cypriotisch journalist en politicus
- 1956 - Stevie Young, Schots gitarist
- 1957 - Albert Hedderich, West-Duits roeier
- 1958 - Chris Hughton, Iers voetballer en voetbalcoach
- 1958 - Nikki Sixx, Amerikaans bassist
- 1961 - Marleen Houter, Nederlands televisiepresentatrice
- 1961 - Arkadi Mandzjiev, Russisch-Kalmuks zanger, componist, politicus en muzikant (overleden 2022)
- 1961 - Tosca Menten, Nederlands kinderboekenschrijfster
- 1961 - Steve Nicol, Schotse voetballer
- 1961 - Jorge da Silva, Uruguayaans voetballer en voetbalcoach
- 1963 - Mario Been, Nederlands voetballer en voetbalcoach
- 1963 - John Lammers, Nederlands voetballer en voetbalcoach
- 1963 - Nigel Winterburn, Engels voetballer
- 1964 - Franco Ballerini, Italiaans wielrenner (overleden 2010)
- 1964 - Stany Crets, Belgisch acteur, auteur en regisseur
- 1966 - Benedicta Boccoli, Italiaans actrice
- 1966 - Gary Dourdan, Amerikaans acteur
- 1966 - Adam Fedoruk, Pools voetballer
- 1967 - Zoran Boškovski, Macedonisch voetballer en voetbalcoach
- 1967 - Mo'Nique, Amerikaans actrice, stand-up-comédienne, presentatrice en schrijfster
- 1967 - Hugo Vanden Bremt, Belgisch acteur en presentator
- 1967 - DJ Yella, Amerikaans dj, producer, drummer en regisseur
- 1968 - Louis van Beek, Nederlands acteur
- 1968 - Emmanuelle Charpentier Frans microbioloog en geneticus, Nobelprijswinnaar Scheikunde.
- 1968 - Monique Garbrecht, Duits schaatsster
- 1968 - Chris Liebing, Duits dj en muziekproducer
- 1968 - Fabrizio Ravanelli, Italiaans voetballer
- 1969 - Viswanathan Anand, Indiaas schaker
- 1969 - Stig Inge Bjørnebye, Noors voetballer en voetbaltrainer
- 1969 - Valentina Lisitsa, Oekraïens pianiste
- 1970 - Lennart Booij, Nederlands presentator en politicus
- 1971 - Vladislav Zvara, Slowaaks voetballer
- 1972 - Sami Al-Jaber, Saoedi-Arabisch voetballer
- 1972 - Arjan van Heusden, Nederlands voetballer
- 1972 - Sigurd Rushfeldt, Noors voetballer
- 1973 - Carlos Alberto Contreras, Colombiaans wielrenner
- 1974 - Maarten Lafeber, Nederlands golfer
- 1974 - Matthew Stewardson, Zuid-Afrikaans acteur en presentator (overleden 2010)
- 1974 - Gete Wami, Ethiopisch atlete
- 1975 - Gerben de Knegt, Nederlands veldrijder en mountainbiker
- 1976 - Shareef Abdur-Rahim, Amerikaans basketballer
- 1976 - László Bodrogi, Hongaars wielrenner
- 1976 - Tatjana Kotova, Russisch atlete
- 1976 - Timmy Simons, Belgisch voetballer
- 1977 - Roberto Baronio, Italiaans voetballer
- 1978 - Ben Day, Australisch wielrenner
- 1978 - Nadia Styger, Zwitsers alpineskiester
- 1978 - Tamara Tansykkoezjina, Russisch damster
- 1981 - Javier Saviola, Argentijns voetballer
- 1981 - Zacky Vengeance, Amerikaans gitarist
- 1983 - Brendan Christian, atleet uit Antigua en Barbuda
- 1985 - Ariclenes da Silva Ferreira (Ari), Braziliaans voetballer
- 1985 - Melissa Gorman, Australisch zwemster
- 1985 - Daniil Move, Russisch autocoureur
- 1985 - Zdeněk Štybar, Tsjechisch wielrenner
- 1989 - Sam Pinto, Filipijns reclamemodel en actrice
- 1990 - Abebech Afework, Ethiopisch atlete
- 1990 - Marco Orsi, Italiaans zwemmer
- 1991 - Anna Bergendahl, Zweeds zangeres
- 1991 - Renée Vranken, Nederlands atlete
- 1992 - Danny Lauby, Amerikaans darter
- 1994 - Gabriel Basso, Amerikaans acteur
- 1995 - Taylor Ferns, Amerikaans autocoureur
- 1995 - Laura Müller, Duits atlete
- 1995 - Natalja Soboleva, Russisch snowboardster
- 1996 - Albert Arenas, Spaans motorcoureur
- 1996 - Yasemin Can, Keniaans/Turks atlete
- 1996 - Johanna Matintalo, Fins langlaufster
- 1996 - Eliza McCartney, Nieuw-Zeelands atlete
- 1996 - Hailee Steinfeld, Amerikaans actrice en model
- 1997 - Steffi Häberlin, Zwitsers wielrenster
- 1997 - Ikuma Horishima, Japans freestyleskiër
- 1999 - Salvador de Alba, Mexicaans autocoureur
- 2000 - Alex Ducas, Australisch basketballer
- 2000 - Onyeka Okongwu, Amerikaans basketballer
- 2003 - Diede van Oorschot, Nederlands shorttrackster
- 2004 - Noa Man, Nederlands freerunner en traceur
- 2006 - Leela Egli, Zwitsers voetbalster

## Overleden
- 384 - Paus Damasus I

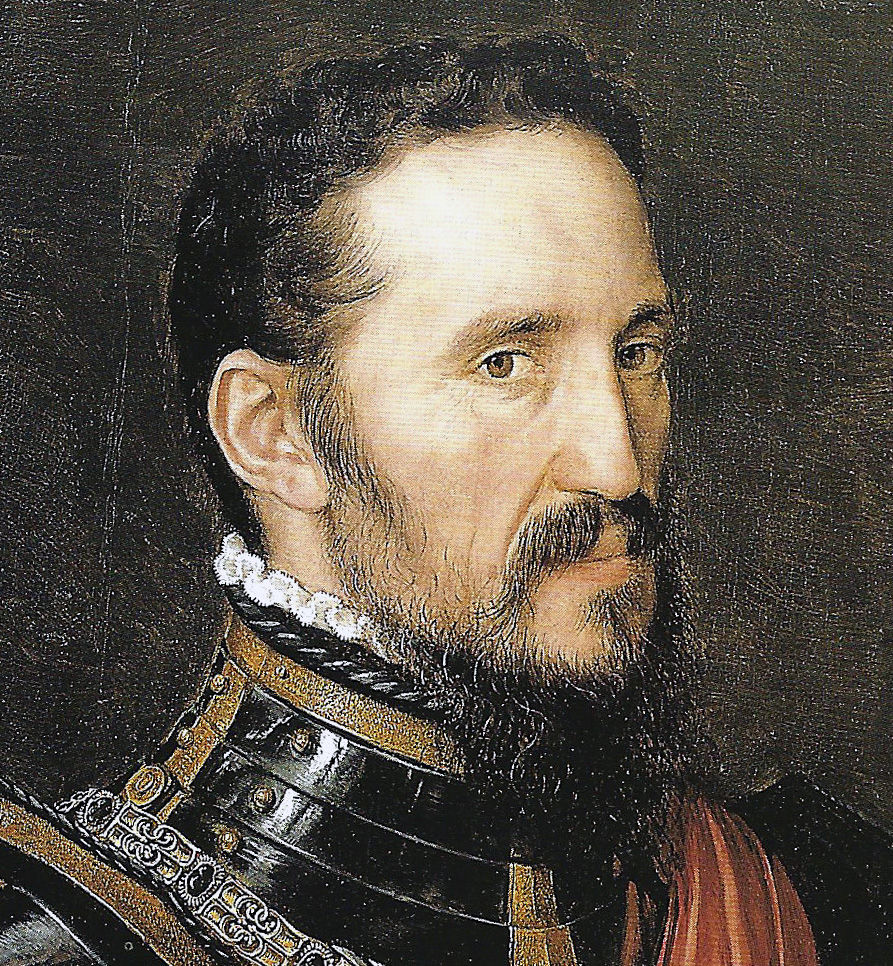
Hertog van Alva
overleden in 1582

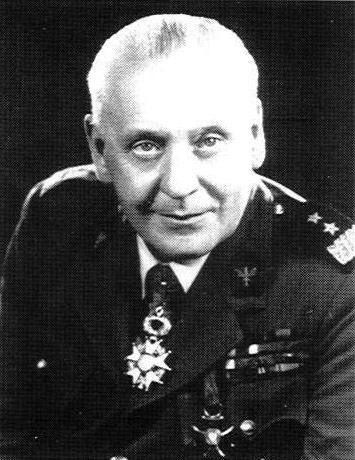
Stanisław Maczek
overleden in 1994

- 1121 - Al-Afdal Shahanshah (±55), islamitisch aanvoerder
- 1241 - Ögedei Khan (±52), Mongools khagan
- 1282 - Llywelyn ap Gruffydd (±42), prins van Wales
- 1282 - Michaël VIII Palaiologos (±57), keizer van Byzantium
- 1561 - Johan III van Nassau-Beilstein (66), graaf van Nassau-Beilstein
- 1582 - Fernando Álvarez de Toledo, hertog van Alva (74), Spaans legeraanvoerder
- 1694 - Ranuccio II Farnese (64), hertog van Parma
- 1737 - Nicolas Vleughels (69), Frans kunstschilder en kunstacademiedirecteur
- 1840 - Kokaku (69), keizer van Japan
- 1847 - Thomas Barker (±78), Brits kunstschilder
- 1872 - Kamehameha V (exact 42 jaar), vijfde koning van Hawaï
- 1928 - Lewis Howard Latimer (80), Afro-Amerikaans uitvinder en technisch tekenaar
- 1937 - Jaan Anvelt (53), Estisch communistisch politicus
- 1941 - Frank Conrad (67), Amerikaans elektrotechnicus, uitvinder en radio-pionier
- 1944 - Antonius Nieuwenhuisen (49), Nederlands verzetsstrijder
- 1949 - Fiddlin' John Carson (81), Amerikaans hillbilly-fiddler en -zanger
- 1949 - Charles Dullin (64), Frans acteur, producer en regisseur
- 1952 - Herman Hana (78), Nederlands kunstenaar
- 1961 - Jan De Braey (70), Vlaams architect
- 1964 - Sam Cooke (33), Amerikaans zanger
- 1968 - Pierre Palla (66), Nederlands pianist, organist en koordirigent
- 1971 - Ashruf Karamat Ali (53), Surinaams praktizijn en politicus
- 1978 - Arie Halsema (68), Nederlands schrijver en illustrator
- 1983 - Neil Ritchie (85), Brits generaal
- 1987 - George Harold Brown (79), Amerikaans elektrotechnicus
- 1990 - Fernand Collin (93), Belgisch bankier
- 1990 - Maria Alix Luitpolda van Saksen (89), prinses in het Huis Wettin
- 1990 - Concha Piquer (82), Spaans zangeres en actrice
- 1991 - Bud Rose (77), Amerikaans autocoureur
- 1992 - Andy Kirk (94), Amerikaans musicus
- 1994 - Stanisław Maczek (102), Pools generaal
- 2002 - Arthur Metcalfe (64), Brits wielrenner
- 2003 - Ann Petersen (76), Belgisch actrice
- 2006 - Elizabeth Bolden (116), oudst levende persoon
- 2007 - José Luis Calva (38), Mexicaans schrijver verdacht van kannibalisme
- 2007 - Karel Lodewijk van Oostenrijk (89), lid Huis Habsburg-Lotharingen
- 2008 - Bettie Page (85), Amerikaans fotomodel
- 2010 - Dick Harris (70), Nederlands entertainer
- 2010 - Anton Houtepen (70), Nederlands theoloog
- 2010 - José dos Santos Garcia (97), Portugees bisschop
- 2011 - John Patrick Foley (76), Amerikaans kardinaal
- 2011 - Hans Heinz Holz (84), Duits filosoof
- 2011 - Leonida Lari (62), Roemeens politicus
- 2012 - Ravi Shankar (92), Indiaas musicus en sitarvirtuoos
- 2012 - Galina Visjnevskaja (86), Russisch sopraanzangeres
- 2016 - Sadiq Jalal al-Azm (82), Syrisch filosoof
- 2016 - Marion van Binsbergen (96), Nederlands verzetsstrijdster
- 2016 - Esma Redžepova (73), Macedonisch zangeres
- 2017 - Charles Jenkins (77), Amerikaans soldaat en deserteur naar Noord-Korea
- 2020 - Gotthilf Fischer (92), Duits koorleider
- 2020 - Kim Ki-duk (59), Zuid-Koreaans filmregisseur en scenarioschrijver
- 2020 - Malik (72), Belgisch striptekenaar
- 2021 - Anne Rice (80), Amerikaans schrijfster
- 2021 - Manuel Santana (83), Spaanse tennisspeler
- 2022 - Angelo Badalamenti (85), Amerikaans filmmuziekcomponist
- 2022 - Walter Bénéteau (50), Frans wielrenner
- 2022 - Wolf Erlbruch (74), Duits illustrator en kinderboekenschrijver
- 2022 - Peter Ester (69), Nederlands politicus
- 2022 - Joke Folmer (99), Nederlands verzetsstrijdster
- 2022 - Pieter ter Veer (77), Nederlands politicus
- 2023 - Andre Braugher (61), Amerikaans acteur
- 2024 - Corinne Allal (69), Israëlisch rockzangeres, componiste en muziekproducente
- 2024 - Hannes Androsch (86), Oostenrijks ondernemer en politicus
- 2024 - Sandrino Castec (64), Chileens voetballer
- 2024 - Michio Mamiya (95), Japans componist en muziekpedagoog

## Viering/herdenking

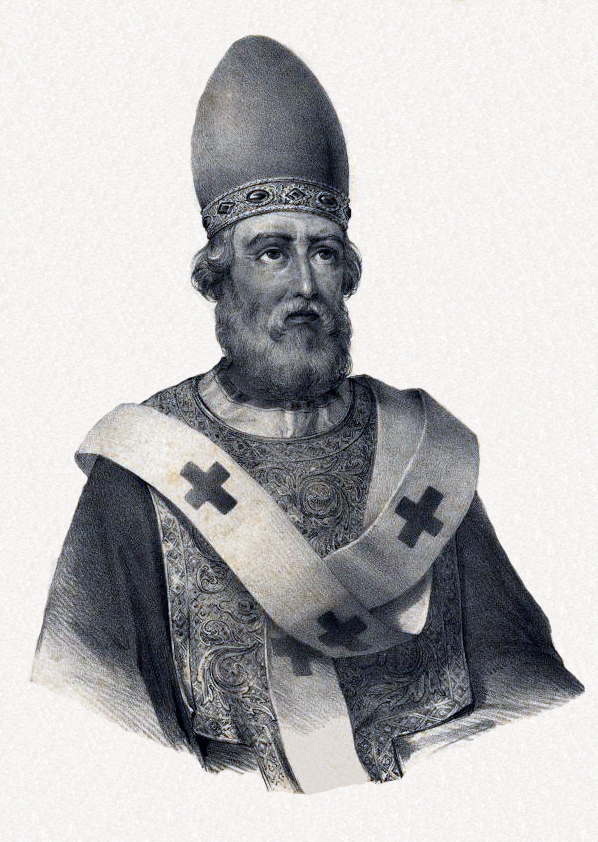
Paus Damasus I

- Burkina Faso: Onafhankelijkheidsdag
- Internationale dag van de bergen
- Rooms-Katholieke kalender:
  - Heilige Damasus I († 384) - Vrije Gedachtenis
  - Heilige Daniël de Pilaarheilige († 492/3)
  - Heilige Gentiaan, Victoricus en Fuscian († 287)
  - Heilige María Maravillas de Jesús († 1974)
  - Heilige Sabinus van Piacenza († eind 4e eeuw)
  - Zalige Wilburgis († c.1225)
  - Zalige Hugolinus Magalotti († 1373)
  - Zalige Hiëronymus Ranuzzi († 1455)
  - Heilige Martelaren van Rome: Practextatus († 302)

## Weerextremen

### Nederland
| | Officiële records | Officiële records | Officiële records |      | Landelijke records | Landelijke records | Landelijke records         |
| Gebeurtenis | Jaar              | Extreem           | Locatie           | Jaar | Extreem            | Locatie            |                            |
| --- | ----------------- | ----------------- | ----------------- | ---- | ------------------ | ------------------ | -------------------------- |
| Laagste etmaalgemiddelde temperatuur (°C) | 1969              | −7,8              | De Bilt           |      | 1969               | −7,9               | Volkel                     |
| Hoogste etmaalgemiddelde temperatuur (°C) | 1994              | 12,9              | De Bilt           |      | 1994               | 13,5               | Arcen, Gilze-Rijen, Volkel |
| Laagste minimumtemperatuur (°C) | 1969              | −10,8             | De Bilt           |      | 1967               | −12,5              | Gilze-Rijen                |
| Hoogste minimumtemperatuur (°C) | 1994              | 11,4              | De Bilt           |      | 1994               | 12,6               | Arcen, Gilze-Rijen         |
| Laagste maximumtemperatuur (°C) | 1969              | −4,1              | De Bilt           |      | 1969               | −4,9               | Volkel                     |
| Hoogste maximumtemperatuur (°C) | 1994              | 14,0              | De Bilt           |      | 1994               | 14,9               | Westdorpe                  |
| Hoogste uurgemiddelde windsnelheid (m/s) | 1929              | 14,9              | De Bilt           |      | 1979               | 23,7               | Cadzand                    |
| Hoogste windstoot (m/s) | 1961              | 24,7              | De Bilt           |      | 1974               | 31,9               | Cadzand                    |
| Langste zonneschijnduur (uur) | 1951              | 6,4               | De Bilt           |      | 2013               | 7,0                | Maastricht, Vlissingen     |
| Langste neerslagduur (uur) | 1962              | 12,9              | De Bilt           |      | 1981               | 21,9               | Maastricht                 |
| Hoogste etmaalsom van de neerslag (mm) | 1974              | 21,4              | De Bilt           |      | 1979               | 31,4               | Volkel                     |
| Laagste etmaalgemiddelde relatieve vochtigheid (%) | 2002              | 66                | De Bilt           |      | 2002               | 58                 | Lauwersoog                 |
| Laagste uurwaarde luchtdruk op zeeniveau (hPa) | 1908              | 973,0             | De Bilt           |      | 1908               | 970,3              | Eelde                      |
| Hoogste uurwaarde luchtdruk op zeeniveau (hPa) | 1905              | 1045,8            | De Bilt           |      | 1905               | 1045,8             | De Bilt                    |
| Officiële records worden altijd gemeten op het KNMI-weerstation in De Bilt. Landelijke records kunnen worden gemeten op elk officieel KNMI-weerstation in Nederland. |                   |                   |                   |      |                    |                    |                            |

Uitzonderlijke gebeurtenissen
- 1994 - Officieel hoogste minimumtemperatuur in °C van december dit jaar gemeten in De Bilt: 11,4
- 2010 - Officieel hoogste minimumtemperatuur in °C van december dit jaar gemeten in De Bilt: 6,0
- 2017 - Officieel laagste minimumtemperatuur in °C van december dit jaar gemeten in De Bilt: −2,9

### België
Dagrecords
- 1844 - Laagste etmaalgemiddelde temperatuur −9,1 °C
- 1978 - Hoogste etmaalgemiddelde temperatuur 12,5 °C
- 1844 - Laagste minimumtemperatuur −10,7 °C
- 1978 - Hoogste maximumtemperatuur 14,7 °C
- 1999 - Hoogste etmaalsom van de neerslag 25,3 mm

Uitzonderlijke gebeurtenissen
- 1967 - Minimumtemperatuur tot −13,8 °C in Koksijde.
- 1990 - IJzel stuurt verkeer in de war in verschillende streken van het land.

<< · 1 · 2 · 3 · 4 · 5 · 6 · 7 · 8 · 9 · 10 · 11 · 12 · 13 · 14 · 15 · 16 · 17 · 18 · 19 · 20 · 21 · 22 · 23 · 24 · 25 · 26 · 27 · 28 · 29 · 30 · 31 · >>